# Contextes (revue)
 (mai 2014).
Contextes. Revue de sociologie de la littérature  rassemble des chercheurs adoptant une approche sociale du littéraire, toutes époques et toutes littératures confondues. 
Dans cette perspective, les axes privilégiés par la revue sont :
- l’étude des instances du littéraire (édition, critique, académies, prix, etc.),
- l’analyse sociocritique des œuvres, l’étude des groupes et réseaux littéraires,
- l’étude des formes de visibilité sociale de la littérature (histoire des représentations, études de réception, etc.).

La revue est hébergée par le portail OpenEdition Journals.